# クヌギ
クヌギ（櫟・椚・橡、学名: Quercus acutissima）は、ブナ科コナラ属の落葉高木。山地などに生え、雑木林の景観をつくり出す代表的な樹種としても知られる。樹皮からしみ出す樹液にはカブトムシ、クワガタムシなどの昆虫がよく集まり、実はドングリとよばれ、材は薪や家具、シイタケ栽培の原木など様々に利用されてきた。樹皮は染料や薬用にも使われる。

## 形態
落葉広葉樹。大高木で、樹高は15メートル (m) ほどになる。萌芽力が強く、生長すると広大な樹冠を形成する。幹は直立するが、里山などの雑木林では伐採による更新で株立ちが多い。樹皮は暗い灰褐色から黒褐色、厚いコルク状で縦に深く不規則な割れ目が生じる。樹皮の見た目は、同属のコナラよりもゴツゴツした印象を与える。一年枝は褐色や淡褐色で、無毛または少し毛がある。
葉は互生し、7 - 15センチメートル (cm) の長楕円状の披針形で、葉の左右は不整形で、葉縁には2ミリメートル (mm) ほどある針状の鋸歯が並ぶ。葉身は薄いが硬く、濃緑色で表面にはつやがある。葉はクリに非常によく似た印象で、見分けがつきにくいが、クヌギの鋸歯の先は針のように尖っている。新緑・紅葉が美しく、紅葉期の葉色は緑色から黄変して、すぐに茶褐色へと変色する。紅葉後に完全な枯葉になっても離層が形成されないため枝からなかなか落ちず、冬も枝についていることがある。これは同属のカシワと同様である。
花期は春から晩春にかけて（4 - 5月ごろ）で、雌雄別の風媒花である。雄花は黄褐色の10 cmほど雄花序が穂状になって垂れ下がり、小さな花をつける。雌花は、上部の葉の付根に非常に小さい赤っぽい花をつける。雌花は受粉すると果実を付ける。
果期は翌年の秋。果実は堅果で、他のブナ科の樹木の実とともにドングリとよばれ親しまれている。ドングリの中では直径が約2 cmと大きく、ほぼ球形で、基部半分は椀型の殻斗につつまれている。殻斗の回りには線状の鱗片（総苞片）が、密に線状になってたくさんつく。この鱗片は細く尖って反り返った棘状であり、この種の特徴でもある。ドングリは結実した翌年の秋に成熟する。実は渋味が強いため、そのままでは食用にならない。
冬芽は枝に互生し、枝先には頂芽と頂生側芽が1 - 3個のつく。長卵形で多数の芽鱗に包まれており、芽鱗の縁に毛がある。葉痕は半円形で、維管束痕は多数見える。コナラは春の芽吹きが銀灰色であるのに対して、クヌギは黄褐色で見分けやすい。

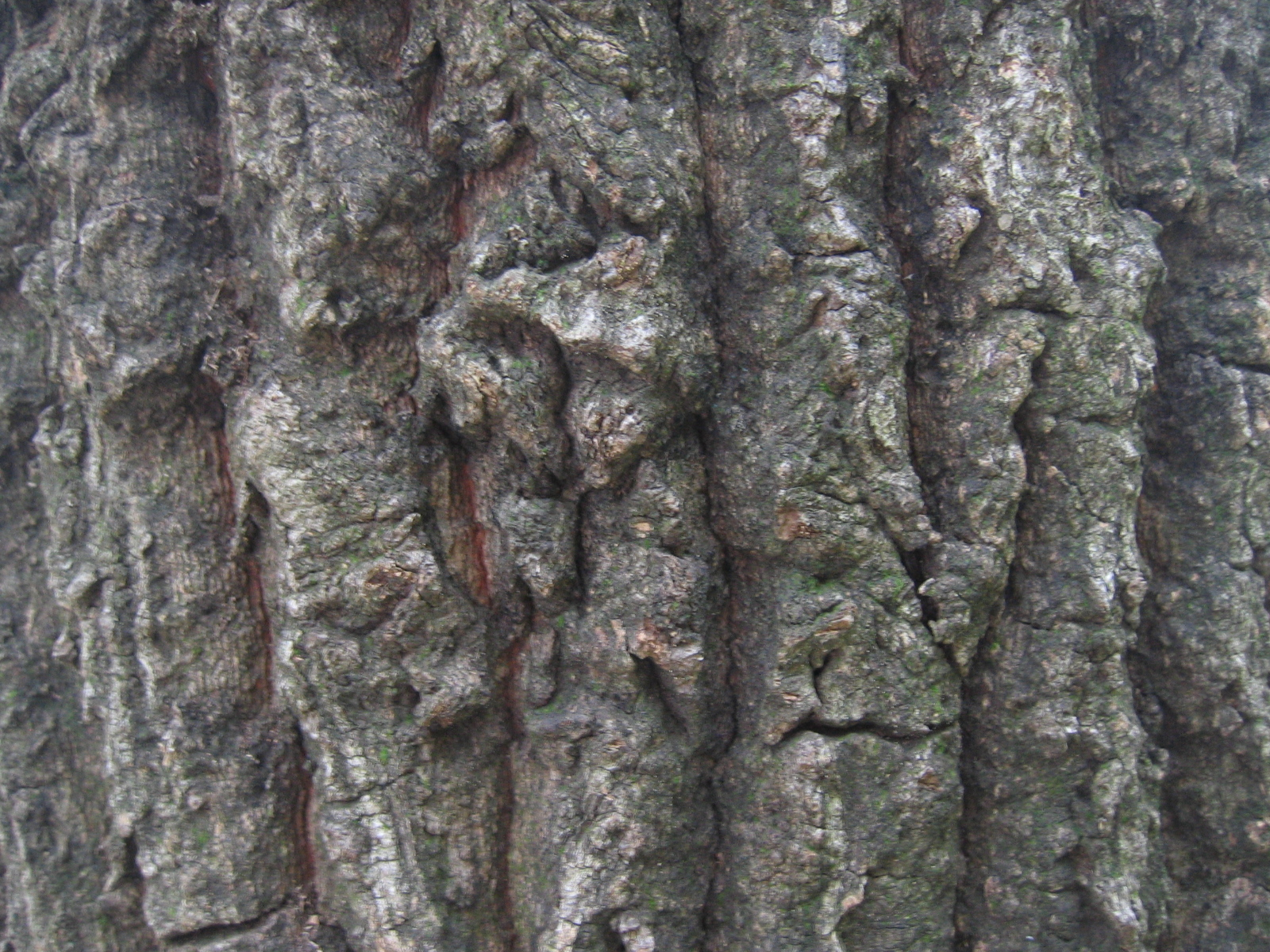
表皮
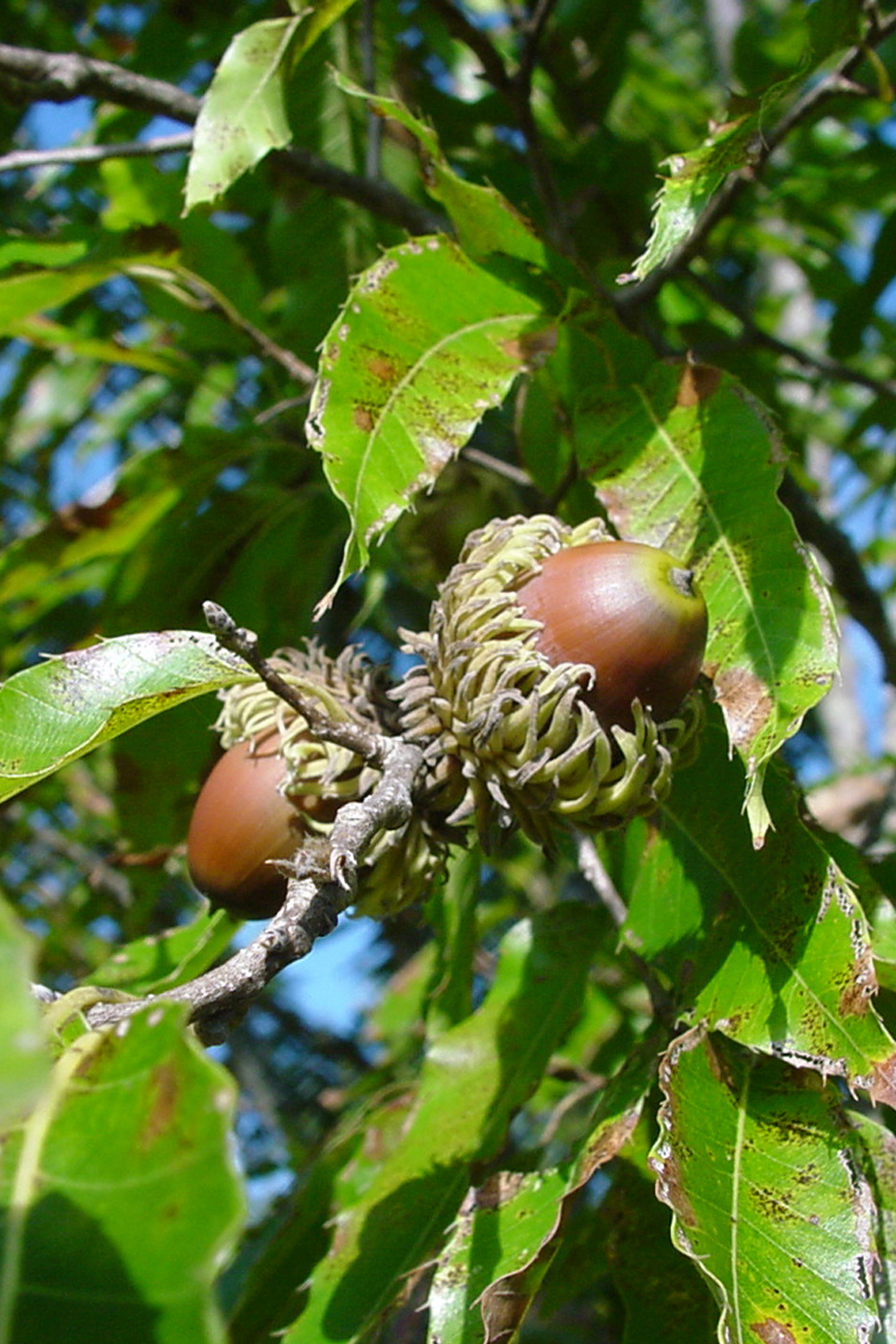
葉と実
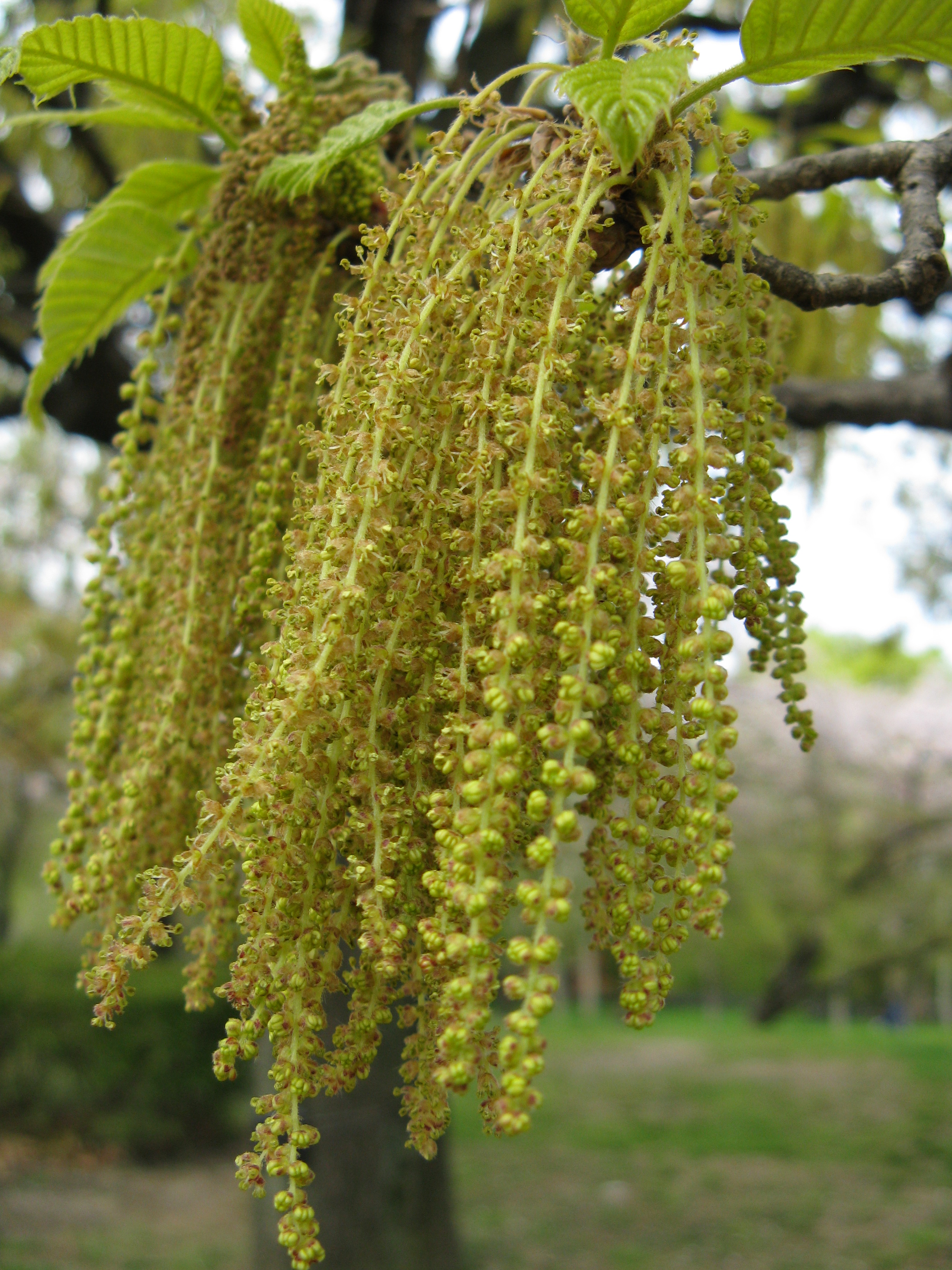
雄花序
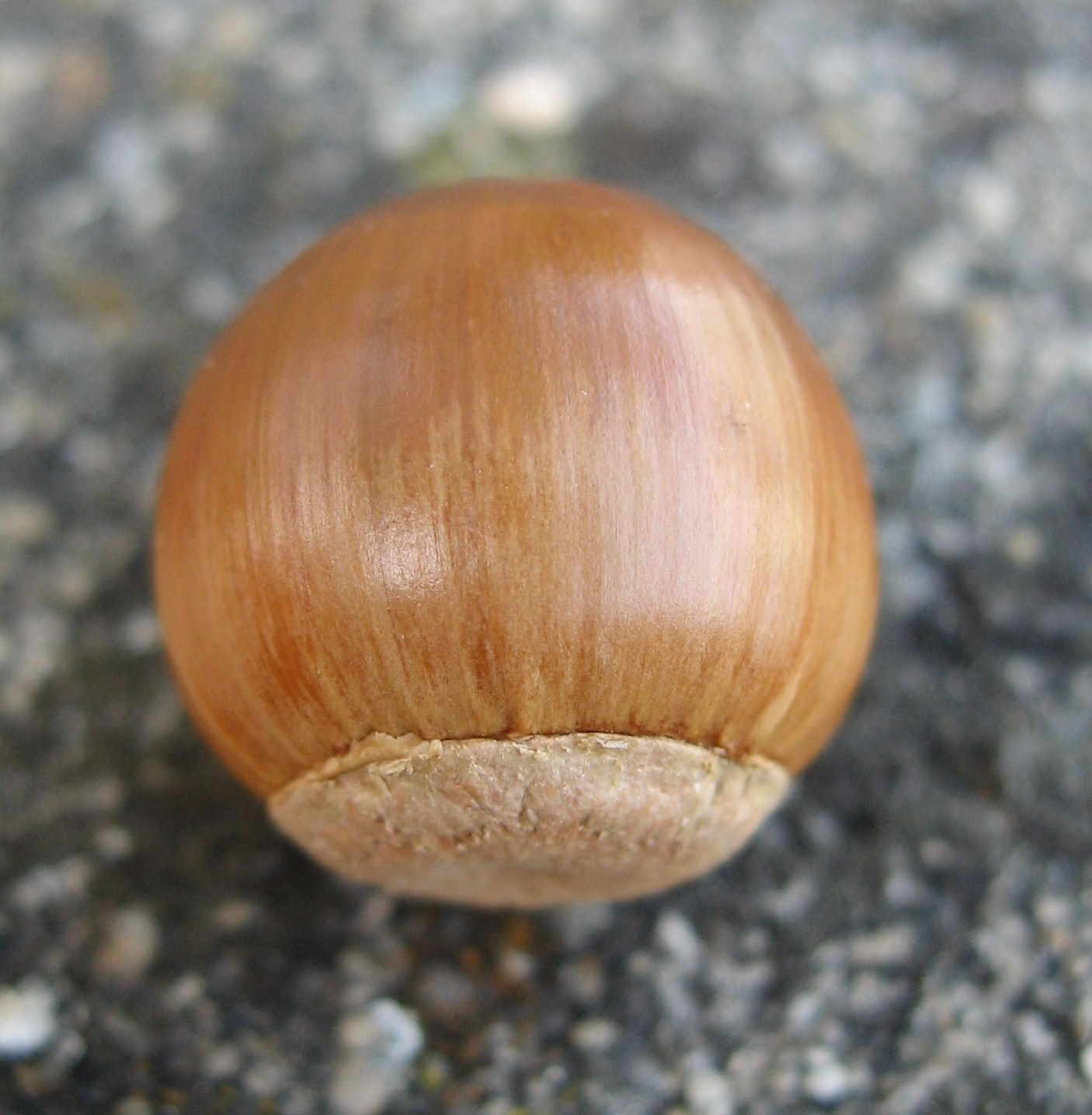
実(ドングリ)
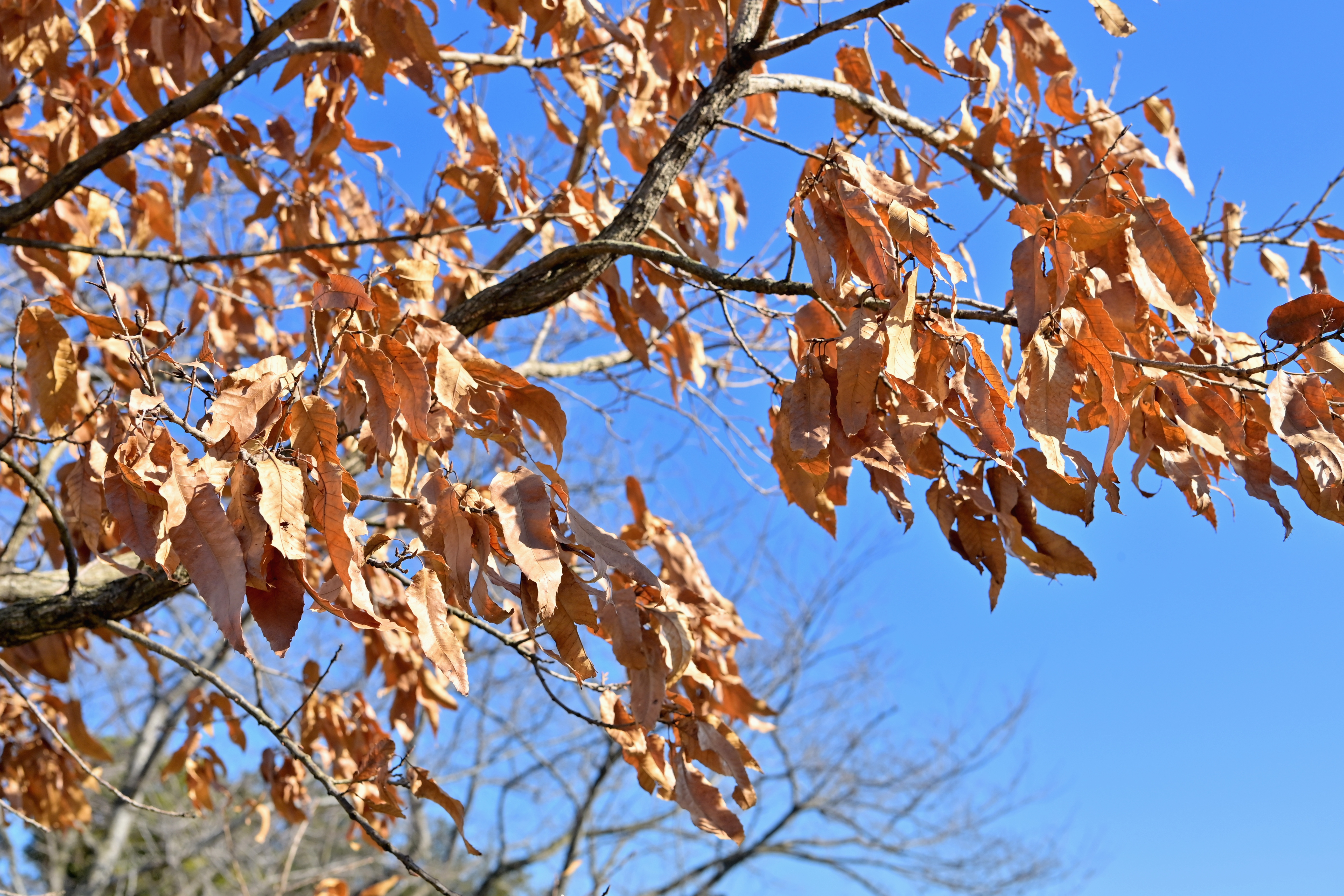
冬も枝に残った枯れ葉

## 生態
他のブナ科樹木と同じく、菌類と樹木の根が共生して菌根を形成している。樹木にとっては菌根を形成することによって菌類が作り出す有機酸や抗生物質による栄養分の吸収促進や病原微生物の駆除等の利点があり、菌類にとっては樹木の光合成で合成された産物の一部を分けてもらうことができるという相利共生の関係があると考えられている。菌類の子実体は人間がキノコとして認識できる大きさに育つものが多く、中には食用にできるものもある。土壌中には菌根から菌糸を通して、同種他個体や他種植物に繋がる広大なネットワークが存在すると考えられている。アカマツ苗木に感染した菌根では全部の部分の成長を促進するのではなく、地下部の成長は促進するが地上部の成長はむしろ抑制するという報告がある。外生菌根性の樹種にスギやニセアカシアの混生や窒素過多の富栄養状態になると菌根に影響を与えるという報告がある。
低山地や平地で照葉樹林に混成して生え、特に関東平野ではコナラやアカシデなどとともに、雑木林を構成する代表的な樹種としても知られる。また、薪炭目的の伐採によって、この種などの落葉樹が優先する森林が成立する場合があり、往々にして里山と呼ぶのはこのような林であることが多い。また、これを薪炭用材として人為的に植えられた物も多い。

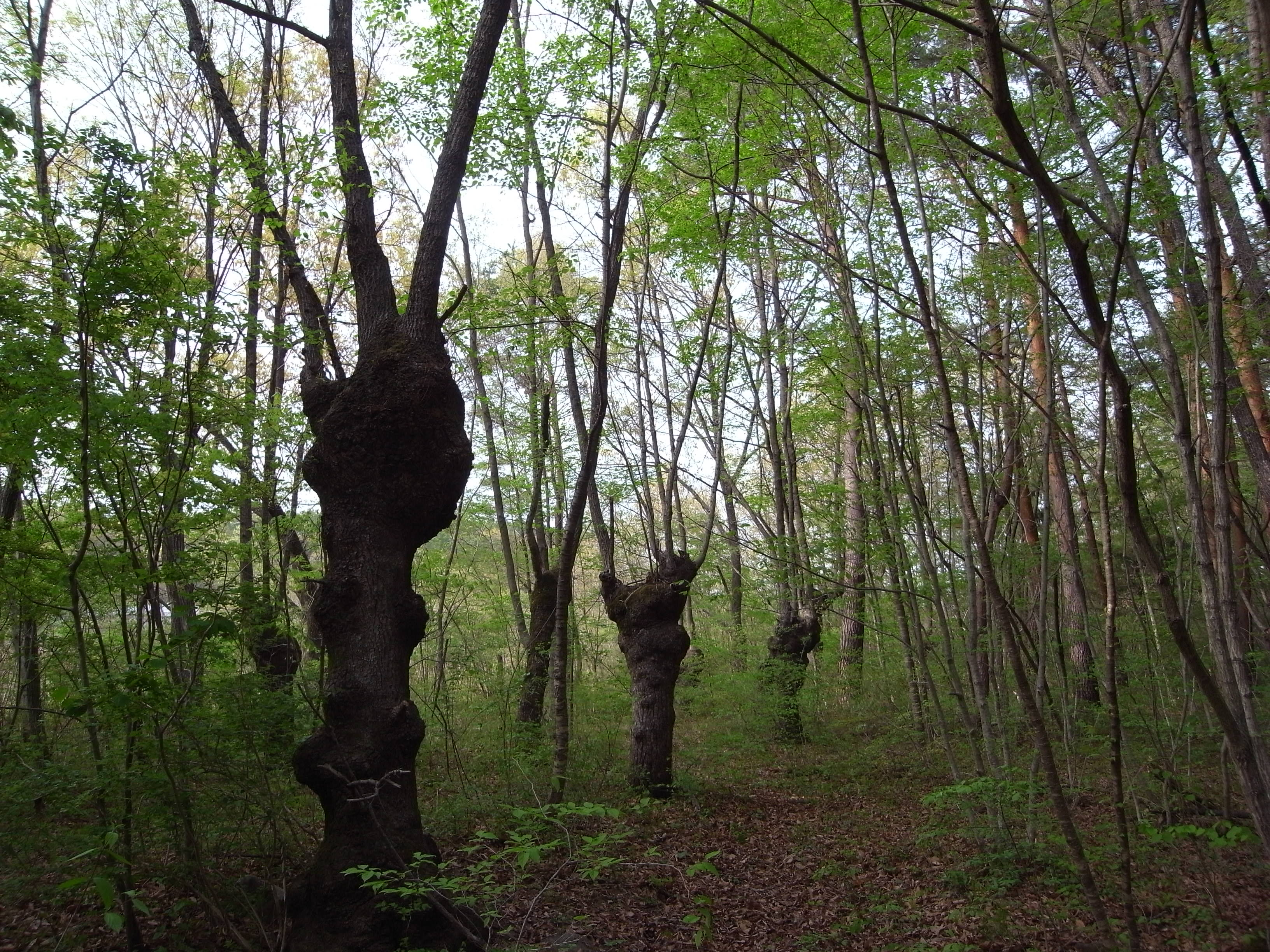
台場クヌギの林

## 分布
日本を含むアジア北東部に分布する。日本では主に本州（岩手・山形県以南）、四国、九州（屋久島以北）の各地に広く分布し、一部は北海道南部に（植栽により）分布する。
また、このようにいわゆる里山の代表的な構成と認められて来たために、近年の広葉樹の植樹の際に選ばれることが多い。しかし、元来その分布は日本の中ではやや北に位置するものである。

## 人間との関係

### 燃料
薪炭材としては落葉ブナ科樹木、いわゆるナラ類の中でも別格で非常に評価が高い。特に木炭に加工される場合、殆ど黒炭に加工される。燃焼時のにおいが少なく、火持ちがいいことの他にも、断面に菊の花の模様が現れ見た目もよく「菊炭」などと呼ばれ茶の湯用の高級木炭である。大阪府北部の能勢・池田地域が代表的な産地であったことから産地を採って「池田炭」とも呼ばれる。別名「一庫炭」とも呼ばれる。

### 木材
材質は硬く、材は建築材や器具材、家具材、車両、船舶に使われるほか、伐採しても萌芽再生力により繰り返し収穫できるところが重宝されて薪や薪炭、シイタケの原木栽培の榾木（ほだぎ）として用いられる。落葉は腐葉土として作物の肥料に利用される。クヌギは成長が早く植林から10年ほどで木材として利用でき、木材生産には効率がよいとされてきた。病気も少なく、手入れをしなくても育つので人気があったが、もっぱら薪や炭用の利用が多かったため、その後はだんだんと植える人も減っていった。

### 食用・薬用
縄文時代の遺跡からクヌギの実が土器などともに発掘されたことから、灰汁抜きをして食べたと考えられている。
飼料としても利用できる。養蚕では、屋内で蚕を飼育する家蚕（かさん）が行われる以前から、野外でクヌギの葉にヤママユガ（天蚕）を付けて飼育する方法が行われていた。
樹皮は樸樕（ボクソク）という生薬であり、十味敗毒湯、治打撲一方（ヂダボクイッポウ）といった漢方薬に配合される。

### 防災・風致
植栽適期は12 - 3月、または6月 - 7月、10 - 11月とされるが、移植は難しい。剪定は3 - 4月に行う。施肥は行う必要がない。伐採しても切り株から萌芽更新が発生し、再び数年後には樹勢を回復する。持続的な利用が可能な里山の樹木の一つで、農村に住む人々に利用されてきた。庭木に1本立ちで植えられることもあるが、よほど広いところでない限り植えない方が賢明だという意見もある。

### その他
実は爪楊枝を刺して独楽にするなど子供の玩具として利用される。
樹皮やドングリの殻は、つるばみ染め（橡染め）の染料として用いられる。つるばみ染めは、実の煮汁をそのまま使うと黄褐色が得られ、灰汁を媒染剤とすると黄色が強くなってこれがツルバミ色とよんでいる。さらに媒染材に鉄を加えると、染め上がりは黒から紺色になる。
中華人民共和国四川省では、標高3,500 mを超える地域にクヌギ林が成立しており、マツタケ林として利用されている。

#### 虫の集まる木
クヌギは幹の一部から樹液がしみ出ていることがある。クヌギの樹液は、カブトムシやクワガタなどの甲虫類やチョウ、オオスズメバチなどの好物で、これら昆虫が樹液を求めて集まる。樹液は以前はシロスジカミキリが産卵のために傷つけた所から沁み出すことが多いとされ、現在もほとんどの一般向け書籍でそう書かれていることが多いが、近年の研究で主としてボクトウガの幼虫が材に穿孔した孔の出入り口周辺を常に加工し続けることで永続的に樹液を滲出させ、集まるアブやガのような軟弱な昆虫、ダニなどを捕食していることが明らかになった。
ウラナミアカシジミという蝶の幼虫はクヌギの若葉を食べて成長する。またクヌギは、ヤママユガ、クスサン、オオミズアオのような、ヤママユガ科の幼虫の食樹の一つである。そのため昆虫採集家は採集する種にもよるがこの木を見ると立ち止まって幹、枝、葉、さらには根元まで一通り確認して昆虫を探すことが多い。また、オオクワガタなどクヌギを主な活動拠点とする昆虫を探すために、それらの名産地においてマニアが何時間もクヌギを見張っている光景が見られることも珍しくない。

### 文学
- 万葉集（巻十八）
  - 紅は うつろうものぞ 橡の なれにし衣に なおしかめやも（大伴家持）

### 象徴
クヌギの由来は「国の木」という説もあるほど、一般的で庶民生活に根付いた樹木であった。

#### 著名なクヌギ
- 鞍掛のクヌギ - 熊本県産山村。根元に乳房のようなふくらみがあり、触ると乳の出が良くなるといわれる。熊本県指定の文化財

#### 自治体の木
以下の自治体の木として指定されている。都道府県の木としての指定は無く、市町村の木としての指定数も身近な樹木である割には少ない。
- 静岡県 - 伊豆市
- 福岡県 - 大牟田市
- 大分県 - 九重町
- 愛媛県 - 砥部町
- 宮崎県 - 諸塚村

## 分類学上の位置づけ
コナラ属内の分類は従来形態的特徴に基づき、殻斗の模様が鱗状のものをコナラ亜属（Subgen. Quercus）、環状のものをアカガシ亜属（Subgen. Cyclobalanopsis）と分けられてきたが、遺伝子的な系統に基づく他の分類が幾つか提唱されている。総説にDenk et al.（2017）がある。
Denk et al.(2017)においてアベマキと共にCerris亜属のCerris節に入れられている。節単位は異なるが、同亜属にはアラカシ、シラカシなどのカシ類、また樫とは付くが少し異質のウバメガシなども入る。落葉ブナ科樹木ということで所謂「ナラ類」に入れられることがあるが、近いと思われてきたコナラ、ミズナラ、カシワはQuercus亜属に入るために、クヌギとは亜属単位で異なり遠縁であるという。

## 名称
標準和名クヌギの由来は諸説あり、「クニギ（国の木）」説、「クノギ（食の木）」説、「クリニキ（栗似木）」説などある。「クニギ」は西日本を中心に方言名でもよく見られく。「クノギ」や「ドングリ」が食用になることを示した名前も全国的に多い。
古名はつるばみといい、古くは『万葉集』に記されたという。
方言名は多数あり、前述の「クニギ」、「クノギ」の他に全国的に「ドングリ」、「ドングリノキ」などと呼ばれる。東海地方ではクヌギを「トチ」、アベマキを「ワタドチ」、トチノキを「ホンドチ」と呼び分ける。アベマキとの比較混同の名前は中国地方に多く、「アベノキ」、「ワタノキ」「メクヌギ」「メク」「マキ」「ヒメマキ」などが見られる。ワタはコルク層の厚さに、「メクヌギ」はこれがアベマキほど厚くないことに因んでいると見られ、アベマキはオクヌギ（雄クヌギ）と呼ぶ地域がある。樹皮をとらえた名前としては「チチン」「チリメン」なども見られる。木材が硬いことを示すとみられる「カシ」「カタギ」「カナギ」「カッチングリ」「カナマキ」などは九州を除く各地に見られる。西日本のブナ科樹木によく見られる「ハハソ」「ホーソ」系の名前は比較的少ない。静岡にはこれ系と見られる「ボーチョ」「ボーボー」があるという>。「ジタンボウ」「ジタングリ」（関東甲信）、「ドーダ」（壱岐・対馬）、「ヒヨグリ」「ヒヨグンノキ」（山口・熊本）、「ツーラ」（宮崎）ほか由来のよくわからないものも多数ある。
漢字では名字などを含め、櫟、椚、橡、櫪、栩、椡、㓛刀、功刀、あるいは柞（ははそ）などいくつかの字をもっている。「橡」が読み方によってクヌギを指すか、トチノキを指すかは異なるが前述のように方言がすでに似ている地方がある。中国名は「麻櫟」と書く。